# Grande Aiguille Rousse
Grande Aiguille Rousse – szczyt w Alpach Graickich, części Alp Zachodnich. Leży na granicy między Francją (region Owernia-Rodan-Alpy a Włochami (region Piemont). Należy do masywu Alpi di Lanzo e dell’Alta Moriana. Szczyt można zdobyć ze schronisk Refuge du Carro (2759 m) po stronie francuskiej oraz z Rifugio Pian della Ballotta (2470 m) po stronie włoskiej.
Pierwszego wejścia dokonali Edouard Rochat i Blanc le Greffier 31 lipca 1878 r.